# Томас П. Стафорд
Томас Патен Стафорд (енгл. Thomas Patten Stafford; Ведерфорд, 17. септембар 1930 — Сателајт Бич, 18. март 2024) био је амерички пилот, инжењер, астронаут. Изабран је за астронаута 1962. године.
Пре него што је изабран за астронаута, летео је као борбени и тест пилот у Америчком ратном ваздухопловству. Након завршене летачке обуке и обуке за ловца пресретача, летео је на F-86 сејбровима. Након неколико година, 1959, завршава елитну школу за пробне пилоте АРВ у ваздухопловној бази Едвардс, Калифорнија, као најбољи у класи, за шта је и награђен. Селекција у астронаутски корпус затекла га је током студија на Пословној школи Харварда. Летео је четири пута у свемир и први је амерички официр са чином генерала у свемиру (као бригадни генерал летео у својству команданта заједничке мисије са СССР Аполо-Сојуз тест пројекат 1975. године). У свемиру је провео 21 дан. Резервни је командант на лету Аполо 7. Док се Алан Шепард припремао за лет на Аполу 14 обављао је дужност шефа астронаутске канцеларије, од 1969. до 1971. године. Пензионисао се у новембру 1979. године са чином генерал-лајтнанта, и први је астронаут који је стекао тако висок чин у војној служби. Носилац је Конгресне свемирске медаље части и Председничке медаље слободе, највишег америчког цивилног одликовања.
Средњу школу је завршио у родном месту 1948. године. Дипломирао је на Морнаричкој академији САД у Анаполису 1952. године. Стафорд је у младости био члан Младих извиђача САД и имао је чин Star Scout. Двапут се женио, има двоје деце и двоје пасторчади.
Након пензионисања, ушао је у свет привреде, а био је и саветник за питања одбране тада председничком кандидату Роналду Регану. Члан је неколико кућа славних и носилац бројних друштвених признања, цивилних и војних одликовања.

## Занимљивост
При повратку на Земљу 26. маја 1969. посада Апола 10 којом је Стафорд командовао је поставила Гинисов рекорд у брзини кретања – 39,897 km/h.

## Галерија
- Томас Стафорд и Волтер Шира (десно), посада Џеминија 6А, 1965. године
- Томас Стафорд и Џин Сернан (десно) као пилоти мисије Џемини 9А, 1966. године

- Томас Стафорд као командант Апола 10, 1969. године
- Томас Стафорд и Алексеј Леонов (десно) током мисије Аполо-Сојуз Тест Пројекат, 1975. године
- Томас Стафорд у генералској униформи, 1979. године
- Томас Стафорд и Дмитриј Медведев (лево) у Москви, 2011. године